# Walton Goggins
Walton Sanders Goggins Jr. (Birmingham, 10 novembre 1971) è un attore statunitense.
È conosciuto soprattutto per i ruoli del detective Shane Vendrell in The Shield, del criminale Boyd Crowder in Justified dello sceriffo Chris Mannix in The Hateful Eight, di Cooper Howard / Il ghoul in Fallout e Rick Hatchett in The White Lotus (2025). È stato candidato al Premio Emmy come miglior attore non protagonista in una serie drammatica per  Justified e come miglior attore protagonista in una serie drammatica per Fallout. È inoltre vincitore di un Critics Choice Award per il suo ruolo nella serie televisiva Vice Principals.

## Biografia
Nato a Birmingham, in Alabama, e cresciuto a Lithia Springs, in Georgia, si trasferì a Los Angeles a vent'anni. Dopo molte piccole parti, il ruolo di Shane Vendrell nella serie televisiva The Shield gli ha dato una grandissima notorietà nel mondo televisivo e cinematografico. È apparso in diversi film come Il corvo 3 - Salvation (2000), Pallottole cinesi (2000), Il ragioniere (cortometraggio che vinse l'Oscar 2001), Miracolo a Sant'Anna di Spike Lee (2008), Predators di Nimród Antal (2010), Django Unchained (2012) di Quentin Tarantino, Lincoln (2012) di Steven Spielberg e The Hateful Eight (2015), ancora di Tarantino. Dal 2010 al 2015 ha fatto parte del cast della serie Justified, nel ruolo del fuorilegge Boyd Crowder. Nel 2018 ha ottenuto il ruolo dello spietato mercenario padre Mathias Vogel nel film reboot Tomb Raider, diretto da Roar Uthaug. Nello stesso anno ha interpretato il villain Sonny Burch nel film del Marvel Cinematic Universe Ant-Man and the Wasp, diretto da Peyton Reed. Nel 2019 affianca Olivia Colman nel film La prova del serpente. Dal 2024 interpreta Cooper Howard / Il ghoul nella serie di Amazon MGM Studios Fallout. Nel 2025 è nel cast della terza stagione di The White Lotus.

## Filmografia

### Attore

#### Cinema
- Amore per sempre (Forever Young), regia di Steve Miner (1992)
- Mr. sabato sera (Mr. Saturday Night), regia di Billy Crystal (1992)
- Karate Kid 4 (The Next Karate Kid), regia di Christopher Cain (1994)
- L'apostolo (The Apostle), regia di Robert Duvall (1997)
- Painted Hero, regia di Terry Benedict (1997)
- Linea di sangue (Switchback), regia di Jeb Stuart (1997)
- Major League - La grande sfida (Major League: Back to the Minors), regia di John Warren (1998)
- Wayward Son, regia di Randall Harris (1999)
- Il corvo 3 - Salvation (The Crow - Salvation), regia di Bharat Nalluri (2000)
- Red Dirt, regia di Tag Purvis (2000)
- Pallottole cinesi (Shanghai Noon), regia di Tom Dey (2000)
- Radio Killer (Joy Ride), regia di John Dahl (2001)
- The Accountant, regia di Ray McKinnon – cortometraggio (2001)
- Daddy & Them - Una famiglia di pecore nere (Daddy and Them), regia di Billy Bob Thornton (2001)
- The Bourne Identity, regia di Doug Liman (2002)
- 4 Selections from Plimpton County's Tuff Truck Jamboree, regia di Thompson Blake – cortometraggio (2003)
- La casa dei 1000 corpi (House of 1000 Corpses), regia di Rob Zombie (2003)
- Apple Jack, regia di Mark Whiting – cortometraggio (2003)
- Chrystal, regia di Ray McKinnon (2004)
- Indian - La grande sfida (The World's Fastest Indian), regia di Roger Donaldson (2005)
- Randy and The Mob, regia di Ray McKinnon (2007)
- Miracolo a Sant'Anna (Miracle at St. Anna), regia di Spike Lee (2008)
- Winged Creatures - Il giorno del destino (Winged Creatures), regia di Rowan Woods (2008)
- That Evening Sun, regia di Scott Teems (2009)
- Damage, regia di Jeff King (2009)
- Predators, regia di Nimród Antal (2010)
- Straw Dogs, regia di Rod Lurie (2011)
- Cowboys & Aliens, regia di Jon Favreau (2011)
- Lincoln, regia di Steven Spielberg (2012)
- Django Unchained, regia di Quentin Tarantino (2012)
- G.I. Joe - La vendetta (G.I. Joe: Retaliation), regia di Jon Chu (2013)
- Machete Kills, regia di Robert Rodriguez (2013)
- Officer Down - Un passato sepolto (Officer Down), regia di Brian A Miller (2013)
- Mojave, regia di William Monahan (2015)
- The Hateful Eight, regia di Quentin Tarantino (2015)
- American Ultra, regia di Nima Nourizadeh (2015)
- Lo stato della mente (Three Christs), regia di Jon Avnet (2017)
- Maze Runner - La rivelazione (Maze Runner: The Death Cure), regia di Wes Ball (2018)
- Tomb Raider, regia di Roar Uthaug (2018)
- Ant-Man and the Wasp, regia di Peyton Reed (2018)
- La prova del serpente (Them That Follow), regia di Britt Poulton e Dan Madison Savage (2019)
- Quello che tu non vedi (Words on Bathroom Walls), regia di Thor Freudenthal (2020)
- Fatman, regia di Eshom Nelms e Ian Nelms (2020)
- Dreamin' Wild, regia di Bill Pohlad (2022)

#### Televisione
- Renegade – serie TV, episodio 2x09 (1993)
- JAG - Avvocati in divisa (JAG) – serie TV, episodio 1x04 (1995)
- Pacific Blue – serie TV, episodio 1x10 (1996)
- Beyond the Prairie: The True Story of Laura Ingalls Wilder, regia di Marcus Cole (1999)
- Beyond the Prairie, Part 2: The True Story of Laura Ingalls Wilder, regia di Marcus Cole (2002)
- The Shield – serie TV, 86 episodi (2002-2008)
- CSI - Scena del crimine (CSI: Crime Scene Investigation) – serie TV, episodio 7x18 (2007)
- Criminal Minds – serie TV, episodio 4x17 (2009)
- CSI: Miami – serie TV, episodio 7x24 (2009)
- Justified – serie TV, 74 episodi (2010-2015)
- Sons of Anarchy – serie TV, 6 episodi (2012-2014)
- Community – serie TV, episodio 5x04 (2014)
- Vice Principals – serie TV, 18 episodi (2016-2017)
- Six – serie TV, 11 episodi (2017-2018)
- The Big Bang Theory – serie TV, episodio 11x14 (2018)
- L.A. Confidential, regia di Michael Dinner – episodio pilota scartato (2019)
- Deep State – serie TV, 8 episodi (2019)
- The Righteous Gemstones – serie TV, 12 episodi (2019-in corso)
- The Unicorn – serie TV, 31 episodi (2019-2021)
- Gli ultimi giorni di Tolomeo Grey (The Last Days of Ptolemy Grey) – miniserie TV, 5 puntate (2022)
- Justified: City Primeval - serie TV, episodio 1x08 (2023)
- Fallout – serie TV (2024) – Cooper Howard
- The White Lotus – serie TV, 8 episodi (2025)

### Doppiatore
- Unsupervised – serie animata, episodio 1x07 (2012)
- Invincible – serie animata, 8 episodi (2021-in corso)
- Spirit - Il ribelle (Spirit Untamed), regia di Elaine Bogan (2021)
- What If...? - serie animata (2024)

## Riconoscimenti
- Premio Emmy
  - 2025 - Candidatura al miglior attore non protagonista in una serie drammatica per Justified
  - 2025 - Candidatura al miglior attore protagonista in una serie drammatica per Fallout
- Critics Choice Award
  - 2019 - Miglior attore non protagonista in una serie commedia per Vice Principals
  - 2011 - Candidatura al miglior attore non protagonista in una serie drammatica per Justified
  - 2013 - Candidatura al miglior attore non protagonista in una serie drammatica per Justified
  - 2014 - Candidatura al miglior attore non protagonista in una serie drammatica per Justified
  - 2014 - Candidatura al miglior attore ospite in una serie drammatica per Sons of Anarchy
  - 2015 - Candidatura al miglior attore non protagonista in una serie drammatica per Justified
  - 2015 - Candidatura al miglior attore ospite in una serie drammatica per Sons of Anarchy
  - 2016 - Candidatura al miglior cast corale per The Hateful Eight
  - 2020 - Candidatura al miglior attore in una serie commedia per The Unicorn
- Satellite Award
  - 2011 - Candidatura al miglior attore non protagonista in una serie, mini-serie o film televisivo per Justified
  - 2019 - Candidatura al miglior attore non protagonista in una serie, mini-serie o film per la televisione per The Righteous Gemstones
  - 2023 - Candidatura al miglior attore non protagonista in una serie, mini-serie o film per la televisione per The Righteous Gemstones
  - 2025 - Candidatura al miglior attore non protagonista in una serie, mini-serie o film per la televisione per Fallout

## Doppiatori italiani
Nelle versioni in italiano dei suoi lavori, Walton Goggins è stato doppiato da:
- Alessio Cigliano in The Shield, Criminal Minds, G.I. Joe - La vendetta, Lo stato della mente, Tomb Raider, Sono vergine
- Oreste Baldini in Il corvo 3 - Salvation, The Hateful Eight, American Ultra, Deep State, George & Tammy
- Massimiliano Virgilii in Justfield, Machete Kills, Officer Down - Un passato sepolto, Justified: City Primeval
- Andrea Lavagnino in Django Unchained, Fallout
- Christian Iansante in Maze Runner - La rivelazione, The White Lotus
- Simone Mori in Karate Kid IV
- Pasquale Anselmo in Pallottole cinesi
- Corrado Conforti in CSI - Scena del crimine
- Sergio Lucchetti in The Bourne Identity
- Gaetano Varcasia in CSI: Miami
- Alberto Bognanni in La casa dei 1000 corpi
- Simone D'Andrea in The Big Bang Theory
- Pino Insegno in Miracolo a Sant'Anna
- Bruno Governale in Sons of Anarchy
- Luigi Rosa in Community
- Alessandro Quarta in Predators
- Enrico Pallini in Straw Dogs
- Gianfranco Miranda in Cowboys & Aliens
- Francesco De Francesco in Lincoln
- Roberto Certomà in Vice Principals
- Teo Bellia in Indian - La grande sfida
- Riccardo Scarafoni in Ant-Man and the Wasp
- Donato Sbodio in La prova del serpente
- Massimo De Ambrosis in Quello che tu non vedi
- Franco Mannella in Fatman
- Saverio Indrio in Gli ultimi giorni di Tolomeo Grey

Da doppiatore è stato sostituito da:
- Riccardo Scarafoni in Invincible, What If...?
- Simone Mori in Spirit - Il ribelle